# 艾哈邁德·賈納提
艾哈邁德·賈納提（波斯語：‎，1927年2月23日—）是一位強硬派伊朗政治家、什葉派神職人員、以及哈加尼學派的成員。他同時也是憲法監督委員會主席，曾任伊朗专家会议主席。賈納提還是德黑蘭地區主麻日的臨時伊瑪目。他的兒子侯賽因參加了伊朗人民聖戰者組織并於1981年戰死。他的另一個兒子阿里·賈納提曾任第11任伊朗文化部長。

## 履歷
賈內提自1980年起擔任憲法監督委員會成員并自1988年開始擔任其主席。由於賈內提同時在伊朗专家会议、憲法監督委員會以及伊朗国家利益委员会握有席位，他在伊朗政壇具有其影響力。賈納提與人一同創立了伊朗最具影響力的宗教學派之一哈加尼學派。2016年5月24日，賈內提以相當大的優勢當選為伊朗專家會議主席。

## 政治立場
賈納提是伊朗保守派，他因為禁止伊朗改革派參加選舉以及立法而受到改革派的批評。2005年6月24日，保守派总统候选人马哈茂德·艾哈迈迪内贾德在总统竞选中获胜，其后贾内提对此发表了自己的看法，声称西方国家的民主是欺骗性的。2006年2月，他在主麻礼上表示伊朗不会放弃拥核，8月4日主麻禮上，他聲稱支持黎巴嫩真主黨是一項“義務”。當2005年伊拉克共和國憲法首次遞交國會時，賈納提做了如下評價：“在伊拉克經過多年努力以及盼望後，幸運地，伊斯蘭政權以及基於伊斯蘭教戒律的憲法終於建立了起來。”